# 余芝卿
余芝卿（1874年—1941年），字茂芳，实业家，中国橡胶工业先驱。浙江鄞县人。

## 生平
出生贫寒，幼时父母双亡，年少时发奋学业。14岁辍学到上海德成仁商号当学徒，后被派至镇江分店主持业务。回到上海后，先后担任大成祥号、泰生祥号经理。
1912年，余芝卿东渡日本发展，在大阪开办“鸿茂祥商行”，销售多种中国特产，并用销售利润采购外国产品运至上海销售。由于经营有方，成为旅日华侨中的富商。余芝卿热衷侨务，任日本“三江公所”（江苏、浙江、江西三省在日华侨组织）董事长。余芝卿精通日语，熟知日本行情，有“日本通”之誉。
1926年，在上海投资创办著名的大中华橡胶厂，两年后建成投产，生产胶鞋和轮胎，是上海最早的华资橡胶工业企业，是中国早期最大规模的橡胶工业企业，也是中国最早制造轮胎和出口轮胎的工厂。当时洋货横行，特别是日本橡胶产品，大中华橡胶厂的产品和洋货激烈竞争市场份额，并盖过日本产套鞋和“固特异”、“邓禄普”轮胎。1933年12月，成立大中华橡胶厂兴业股份有限公司，余芝卿任董事长。公司后在天津、上海等地设立多个分厂，顶峰时拥有8家分厂。公司后来还设有生产碳酸钙、氧化锌等化学品的工厂，也是最早生产此类化工产品的厂家。
日军入侵上海，余芝卿避居香港，于1941年逝世。